# HICC
HICC (Hercules InColor Card, GB222) — IBM PC-совместимый графический контроллер, выпущенный в апреле 1987 года Hercules Computer Technology.
Помимо цвета, поддерживает программно переопределяемые шрифты (т. н. RAMFont). После успеха монохромных Hercules Graphics Card (HGC) и Hercules Graphics Card Plus (HGC+), которые получили широкую поддержку разработчиков, рынок изменился с выпуском новых цветных карт, которые становились всё более доступными. Таким образом, Hercules Computer Technology выпустил «InColor», чтобы конкурировать, прежде всего, с новыми графическими картами EGA и VGA. «InColor» не принёс успеха, на который надеялись, доход постепенно уменьшался, пока Hercules Computer Technology не была в конечном итоге приобретена ELSA Technology в августе 1998 года за 8,5 миллионов долларов США.
Некоторые совместимые компьютерные игры с этой графической картой включают Microsoft Flight Simulator 3-й и 4-й версий, Microsoft Flight Simulator: Aircraft & Scenery Designer, а также трёхмерный вертолётный симулятор 3-D Helicopter Simulator.